# كيتلين ووريسكي
كيتلين ووريسكي (بالإنجليزية: Caitlin Whoriskey)‏ مواليد 19 فبراير 1988 في بوسطن، هي لاعبة كرة مضرب أمريكية بدأت مسيرتها كمحترفة سنة 2010 تلعب باليد اليمنى. أعلى تصنيف لها في الفردي كان المركز الـ 333 في سنة 2013. أعلى تصنيف لها في الزوجي كان المركز الـ 317 في سنة 2014.

## روابط خارجية
- كيتلين ووريسكي على موقع رابطة محترفات التنس (الإنجليزية)
- كيتلين ووريسكي على موقع الاتحاد الدولي لكرة المضرب (الإنجليزية)
- كيتلين ووريسكي على موقع خلاصة التنس.كوم (الإنجليزية)
- كيتلين ووريسكي على موقع إي إس بي إن.كوم (الإنجليزية)